# Ваніно (Афанасьєвський район)
Ва́ніно (рос. Ванино) — присілок у складі Афанасьєвського району Кіровської області, Росія. Входить до складу Борського сільського поселення.
Населення становить 113 осіб (2010, 98 у 2002).
Національний склад станом на 2002 рік — росіяни 100 %.